# Thelenberg
Thelenberg ist ein Ortsteil der Ortsgemeinde Asbach im Landkreis Neuwied im nördlichen Rheinland-Pfalz. Der Ort ist landwirtschaftlich geprägt, entwickelt sich aber zunehmend zu einem Wohnort im Sinne einer Wohngemeinde.

## Geographie
Das Dorf liegt im Niederwesterwald südwestlich des Hauptortes Asbach auf einer Anhöhe oberhalb und östlich des Pfaffenbachs. Thelenberg ist nur über die Kreisstraße 41 zu erreichen, die den Ort mit der Landesstraße 255 (Asbach – Neustadt) verbindet. Zur Gemarkung von Thelenberg gehört auch die Thelenberger Mühle im Pfaffenbachtal. Sie ist vom Ort etwa 1 km entfernt.

## Geschichte
Der Ortsname stammt wahrscheinlich von einem fränkischen Siedler namens „Thelo“ oder „Thilo“. Landesherrlich gehörte Thelenberg seit dem Mittelalter zum Kurfürstentum Köln und zum Amt Altenwied und war Teil der „Honnschaft Schöneberg“. Nach einer 1660 vom Kölner Kurfürsten Maximilian Heinrich angeordneten Bestandsaufnahme hatte Thelenberg vier Höfe, 1787 wurden bereits acht Häuser und 31 Einwohner gezählt.
Die Thelenberger Mühle wurde im 18. Jahrhundert als Ölmühle errichtet und vor einigen Jahren restauriert.
Nachdem das Rheinland 1815 zu Preußen gekommen war, gehörte Thelenberg zur Gemeinde Schöneberg im damals neu gebildeten Kreis Neuwied und wurde zunächst von der Bürgermeisterei Neustadt und ab 1823 von der Bürgermeisterei Asbach verwaltet. Nach einer Volkszählung aus dem Jahr 1885 hatte Thelenberg 36 Einwohner, die in acht Häusern lebten. Die Thelenberger Mühle wurde mit zwei Einwohnern gesondert aufgeführt.
Bis 1974 gehörte Thelenberg zu der bis dahin eigenständigen Gemeinde Schöneberg. Aus ihr und den gleichzeitig aufgelösten Gemeinden Asbach und Limbach sowie einem Teil der Gemeinde Elsaff wurde am 16. März 1974 die Ortsgemeinde Asbach neu gebildet. 1987 zählte Thelenberg 63 Einwohner.

## Sehenswürdigkeiten
Unter Denkmalschutz stehen:
- Ein Wegekreuz aus Holz aus dem 18. oder 19. Jahrhundert
- Die Thelenberger Mühle, ein Fachwerkhaus mit Nebengebäuden aus dem 18. Jahrhundert
- Siehe auch: Liste der Kulturdenkmäler in Asbach (Westerwald)